# Jacques Van de Velde
Pour les articles homonymes, voir Van de Velde.
Jacques Van de Velde (aux États-Unis: James Oliver Van de Velde), né le 3 avril 1795 à Lebbeke, près de Termonde (Belgique) et décédé le 13 novembre 1855, à Natchez (États-Unis), est un prêtre jésuite belge, missionnaire dans l’Ouest des États-Unis, évêque de Chicago de 1848 à 1853 et ensuite de Natchez - aujourd’hui diocèse de Jackson (en)  (Mississippi) - de 1853 à sa mort en 1855.

## Biographie

### Jeunesse et départ aux États-Unis
Né le 3 avril 1795 Jacques Van de Velde est élevé chez une tante pieuse où il rencontre un prêtre qui a fui la révolution française. Il y reçoit une éducation pieuse qui se poursuit dans un pensionnat à Gand où il est envoyé à l’âge de 10 ans. Intelligent et travailleur, il est capable, à 18 ans d’enseigner en français comme en néerlandais. 
La défaite de Napoléon à Waterloo et le traité de Vienne qui s’ensuivit changent une fois de plus la carte politique des Pays-Bas méridionaux. Les mesures anticatholiques de Guillaume Ier des Pays-Bas lui font penser à quitter le pays. Avec l’intention d’émigrer en Italie ou Angleterre. Van de Velde étudie l’italien et l’anglais. Cependant un directeur de séminaire le convainc à rester pour enseigner le latin, et les langues dans son séminaire. Il songe à la prêtrise et passe au grand-séminaire de Malines en 1815 pour les études qui y préparent. 
Deux ans plus tard, toujours désireux de partir en mission (et connaissant l’anglais) il est sélectionné par Charles Nerinckx, prêtre du diocèse de Malines et missionnaire aux États-Unis, pour l’accompagner vers les Amériques le 16 mai 1817.  Le voyage est pénible, Van de Velde a le mal de mer et le bateau, à la dérive pendant plusieurs jours échappe de peu au naufrage. Le séminariste est trop affaibli pour pouvoir continuer le voyage terrestre vers le Kentucky. Il récupère des forces quelque temps au séminaire de Baltimore, sur la côte, puis, suivant le conseil de son guide spirituel, le père Nerinckx, entre au noviciat des jésuites (23 août 1817), au Missouri. 

### Chez les Jésuites
Les deux années de noviciat terminées Van de Velde poursuit des études universitaires et théologiques pendant huit ans à l’université Georgetown. Il est ordonné prêtre à Baltimore le 17 septembre 1827. Sa correspondance encourage plusieurs jeunes Belges à le rejoindre aux États-Unis. En particulier une lettre écrite à son ancien élève François Van Aasche convainc ce dernier, avec huit amis, de faire le voyage avec le père Nerinckx, de nouveau en Belgique pour y chercher des ressources financières comme humaines pour les nouvelles missions d’outre-Atlantique.  Le groupe de jeunes missionnaires arrive le 23 septembre 1821 à Philadelphie et commence en octobre de la même année la formation spirituelle du noviciat.    
Van de Velde reste à Georgetown comme professeur et bibliothécaire. Sa compétence et curiosité intellectuelle, comme sa connaissance des langues, font qu’il en enrichit grandement le fonds : de quelque 200 livres à plus de 20000 volumes lorsqu’il quitte l’université en 1831. Il est également aumônier d’un école voisine et prêche en plus de cinq langues différentes. 
En 1831, Van de Velde est envoyé comme professeur à Saint-Louis. Le collège ouvert depuis une vingtaine d’années est devenu université en 1833. Il y enseigne la rhétorique et les mathématiques. Le 17 décembre 1837 Jacques Van de Velde fait sa profession religieuse définitive dans la Compagnie de Jésus. À Saint-Louis il est l’âme du groupe de jeunes missionnaires belges qui y sont arrivés depuis peu. Président de la nouvelle université en 1840, il devient Vice-Provincial des jésuites  de la mission du Missouri en 1843. Comme provincial il construit le noviciat jésuite de Florissant, en vue de développer les missions auprès des Osages et autres tribus de la région.

### Évêque de Chicago (Illinois)
En décembre 1848 Van de Velde est nommé évêque de Chicago. Il en est le deuxième. Le 11 février 1849 Il reçoit l’ordination épiscopale dans l’église Saint-Xavier (du collège Saint-Louis), des mains de l’archevêque du lieu Peter R. Kenrick. En route pour Chicago il visite les paroisses méridionales de ce qui sera son diocèse, dans les villes de l'Illinois de Cahokia, Kaskaskia et Quincy. Il y prêche en anglais, allemand et français et fait forte impression. Le 30 mars 1849 il arrive à Chicago et prend possession de son diocèse.   
Il se donne corps et âme à ce diocèse de frontière (dans l'Illinois), à court de prêtres et dont les catholiques sont très pauvres. Il fait de longs voyages dans des conditions difficiles pour y visiter les communautés catholiques dispersées, certaines n’ayant pas vu de prêtre durant plus de quatre ans. Il souffre de rhumatismes et son état de santé, jamais excellent, se détériore : par deux fois il demande au pape de pouvoir démissionner de sa charge épiscopale et retourner comme simple jésuite au Missouri.  
Cela ne l’empêche pas de se lancer dans de nombreuses réalisations pastorales : plusieurs églises dans l’Illinois, un hôpital (qui deviendra le ‘Rush Medical Collège’) confié aux Sœurs de la Miséricorde, l’ouverture d’orphelinats pour garçons et filles ayant perdu leurs parents durant l’épidémie de choléra de 1849.    
Choisi par la conférence plénière du clergé des États-Unis, réunie à Baltimore en mai 1852, pour aller à Rome solliciter l’approbation de leurs décrets par le pape, Van de Velde saisit l’occasion pour informer le Saint-Père (Pie IX) des sérieux problèmes de santé qui sont obstacles à son action pastorale. Il est reçu par deux fois par le pape qui lui montre la «plus grande affabilité». S’il ne lui est pas accordé de démissionner Van de Velde est cependant transféré dans une région au climat moins sévère. Un an après son retour à Chicago (décembre 1852) il est nommé évêque de Natchez, au Mississippi.

### Évêque de Natchez (Mississippi)
Nommé le 29 juillet 1853 deuxième évêque de Natchez, Van de Velde y arrive le 23 novembre et prend officiellement possession de son siège le 18 décembre 1853. 
Le nouvel évêque entame un programme indispensable d’acquisition de terrains et de réparations d’églises. Mais, le 23 octobre 1855, il glisse sur le perron de sa résidence et se casse une jambe. Accablé déjà d’une légère fièvre due à l'inflammation de la fracture de sa jambe, Jacques Van de Velde attrape en plus la fièvre jaune, endémique dans cette région. Il meurt trois semaines plus tard, en la fête de saint Stanislas, le 13 novembre 1855. Il état âgé de 60 ans.

## Sources et bibliographie
- William B. Faherty : Better the dream: St Louis, University and Community (1818-1968), St Louis University,  Saint Louis (USA), 1968.
- William B. Faherty: Jesuit roots in Mid-America, St Stanislaus Historical Museum, Florissant (USA), !980.